# Sudbury (Londres)
Pour les articles homonymes, voir Sudbury.
 (février 2025).
Si vous disposez d'ouvrages ou d'articles de référence ou si vous connaissez des sites web de qualité traitant du thème abordé ici, merci de compléter l'article en donnant les références utiles à sa vérifiabilité et en les liant à la section « Notes et références ».
Sudbury est une zone anglaise située au nord-ouest de Londres, dans les boroughs londonien de Brent et de Harrow.